# Influências do russo no esperanto
Ludovico Lázaro Zamenhof (Ludwik Lejzer Zamenhof, Ludwik Łazarz Zamenhof) (15 de dezembro de 1859 – 14 de abril de 1917) tinha três línguas nativas (segundo os seus biografos A.Zakrzewski e E.Wiesenfeld): o Russo (língua falada no domicílio), o Iídiche (falado em casa pela mãe, de que ele veio a fazer mais tarde a primeira gramática) e o Polaco.  Mas também falava Alemão fluentemente e mais tarde aprendeu Francês, Latim, Grego, Hebraico e Inglês, tendo-se interessado também pelo Italiano, Espanhol e Lituano.  
Białystok, cidade em que nasceu, tinha pertencido ao Grão-ducado da Lituânia que ia do mar Báltico ao mar Negro, e fazia então parte da zona da Polônia ocupada e administrada pelo Império Russo. O nome do Dr. Zamenhof ainda mostra uma exigência da administração csarista: os judeus tinham que ter como primeiro nome um nome Russo que começasse pela mesma letra. Daí Lázaro precedido de Ludovico.
De todas as línguas que conhecia a sua língua preferida era o Russo - língua complicada, cheia de declinações e exceções. Qual não foi o seu alívio, quando aprendeu o Inglês e se apercebeu que uma gramática podia ser muito mais simples e as conjugações dos verbos ser muitíssimo reduzidas. 
Zamenhof via possivelmente o Esperanto como um idioma russo enormemente simplificado.

## O alfabeto
A ortografia era baseada no alfabeto cirílico com uma só letra para cada som, o que permite escrever o Esperanto nos dois alfabetos (a ortografia do polonês também exerceu uma forte influência no alfabeto do Esperanto, talvez até um pouco maior que o Russo). Eis as 25 letras do Russo, na ordem em que aparecem nesta língua, com o seu equivalente em Esperanto:
| А A | Б B | В V | Г G | Д D | Е - | Ё - | Ж Ĵ | З Z | И I | Й J |
| К K | Л L | М M | Н N | О O | П P | Р R | С S | Т T | У U | Ф F |
| Х Ĥ | Ц C | Ч Ĉ | Ш Ŝ | Щ - | Ъ - | Ы - | Ь - | Э E | Ю - | Я - |

Em Russo não há "H", sendo substituída nas transcrições de palavras estrangeiras por um "G".  Mas esta letra era necessária no esperanto para manter o aspecto das palavras de origem latina.  O "Ĝ" era escrito com " ДЖ" embora o alfabeto cirílico ampliado tenha o caratere "Џ".  O "Ŭ" era transcrito com um simples "Y".  Até o acento diacrítico do "Ŭ" (hoko) foi inspirado pelo da semivogal Й.
Se compararmos o alfabeto latino com o cirílico vemos que neste não existem  o "Q", "W", o "Y" e o "X", daí não existirem no alfabeto de esperanto.     
Quando os esperantistas russos não tinham máquina de escrever em alfabeto latino e o correspondente conhecia o cirílico (usado em vários países eslavos) usavam este para escreverem em esperanto. Na revista da UEA foi publicada, há umas dezenas de anos, uma carta escrita pelo Zamenhof neste alfabeto. Rapidamente se verificou que a excelente ideia de usar ^ por cima do "c", "g", "j", "h" e "s"  e o "ŭ" punha problemas nas tipografias. Assim, Zamenhof propôs que se passasse a escrever com "h" e o "u" simples, mantendo no entanto aquela forma de escrever, quando manuscrita (Lingvaj Respondoj  57, 58, 59 de 1889 a 1891).

## Várias
No Russo o acento varia de uma palavra para a outra da mesma família ou mesmo no plural.  Isso tornou evidente a utilidade de acentuar sempre na penúltima sílaba, em esperanto.
Em Russo a terminação das palavras define a sua classe gramatical e o seu gênero (masculino, feminino ou neutro).  Assim, todas as palavras terminadas no nominativo singular por consoante são substantivos masculinos, por О ou Е são neutros e por А ou Я são femininos.  O mesmo se passa com os adjectivos, respectivamente terminados em -ЫЙ, em -ОE e em -AЯ.  Os verbos terminam, com raras exceções, em -Tь (pronunciado Ti com "i" curto) .  Portanto as terminações obrigatórias do esperanto para cada categoria gramatical têm origem numa língua viva.
Os artigos definidos e indefinidos servem nas línguas ocidentais principalmente para anunciar um substantivo e definir o seu género gramatical (masculino, feminino ou neutro).  Não existem em Russo e não são necessários em esperanto, embora este tenha conservado o artigo definido invariável "la".  Como os povos eslavos tinham dificuldades com a utilização do artigo definido, Zamenhof aconselhou nas suas Lingvaj Respondoj 83A e B a não o usar pelo menos até saber como usá-lo.
Em Russo, como em Alemão e Latim, a ideia de "movimento para" é mostrada pela utilização do acusativo.  Assim acontece também em esperanto.
Também o sistema de criação dos números ordinais em esperanto (por ex. 20=2x10) vem do sistema usado pelo Russo para fazer os números 50, 60, 70 e 80 (os outros têm uma formação irregular).  Assim de пять (5), шесть (6), семь (7), восемь (8) e десять (10), obtemos пятьдесят (50), шестьдесят (60), семьдесят (70), восемьдесят (80).

## Os verbos
Zamenhof aproveitou da conjugação russa a ideia dos particípios ativos e passivos (passados e presentes) e acrescentou logicamente os particípios futuros.  Com este sistema evita todo um conjunto de perífrases nas outras línguas do estilo: "o cego caminhando para o precipício estava a ponto de cair" (la blindulo est-is fal-ONTA).

## O sistema de afixos
Depois de resolver os problemas de escrita e de gramática ainda restava o quebra-cabeças da grande quantidade de vocabulário a memorizar.
Este problema ficou finalmente resolvido, quando reparou em duas tabuletas escritas em Russo com Швейцарская (švejtsarskaja, a portaria — de швейцар švejtsar, porteiro) e Кондитерская (konditerskaja, a [loja de] confeitaria — de кондитер konditer, um confeiteiro). Deu-se assim conta que um uso judicioso de afixos diminuiria de maneira significativa o número de raízes necessárias para comunicar.  Em média, com os 44 prefixos e sufixos que escolheu, pode-se transformar o vocabulário inicial de cerca de mil raízes em dez a quinze mil palavras. 
O sufixo -AR- para coleção, vem do russo assim como do português, francês, inglês, espanhol e italiano (словарь/ dicionário/ dictionnaire/ dictionary/ diccionario/ dizionario).
Tirou o seu vocabulário a 60% das línguas românicas e a 30% das línguas germânicas, que eram, na época, as línguas mais ensinadas no mundo inteiro e assim seriam facilmente reconhecidas pelo maior número. Como as palavras eslavas são em geral muito grandes e portanto as mais difíceis de decorar, poucas foram escolhidas para entrar na língua e a maioria foi encurtada.  Por exemplo a palavra "nepre" vem do Russo непременно, assim como "krom" vem de кроме.

## Os correlativos
É pouco conhecido o fato de que a ideia dos correlativos (tabelvortoj) não seja uma invenção genial do Zamenhof, ou para os seus detratores uma criação artificial.  Surgiu diretamente da observação da lista destas palavras em Russo .  Com efeito nesta língua complicada, estas palavras são de formação extraordinariamente regular.  O gênio manifestou-o sim, na sua escolha do melhor em cada um dos três grupos de línguas indo-europeias (românicas, germânicas e eslavas).  
Em Russo a tabela é criada a partir dos interrogativos, enquanto que em esperanto ela é baseada nos indefinidos, que não têm prefixo.  Naquela língua, em cada série de nove correlativos, quatro dos interrogativos começam por K, sete dos demonstrativos começam por T, oito dos negativos começam por NI e sete dos coletivos começam por VS (que em alfabeto cirílico se escreve BC).  Os indeterminados obtêm-se juntando -TO aos interrogativos, base do sistema.  Eis uma série: KTO? TOT, NIKTO, VSJAKIJ, KTO-TO.
Zamenhof escolheu para os interrogativos o K- Russo que corresponde ao Q ou C nas línguas românicas (como em português: qual, quanto, como...).  Para os demonstrativos o T- Russo, que corresponde ao Th nos correlativos ingleses (there, that, then...).  Para os negativos escolheu o NI- Russo, que corresponde ao NE- do esperanto (com um -N- intercalar para facilitar a pronúncia) e que também aparece nas línguas neo-latinas (nenhum, ninguém, nunca...).   Para os coletivos (Ĉ) baseou-se na palavra italiana Ciascuno que se pronuncia [ĉiaskuno], na francesa CHaque e no eaCH inglês, enquanto que o C do alfabeto Russo é relembrado.

## Tabela dos correlativos em russo e em esperanto
|    | KI-          | TI-          | I-             | NENI-              | CHI-                   |
| U  | kiu кто      | tiu тот      | iu кто-то      | neniu никто        | ĉiu всякий             |
| O  | kio что      | tio то       | io что-то      | nenio ничто        | ĉio всё                |
| A  | kia какой    | tia такой    | ia какой-то    | nenia никакой      | ĉia всяческий          |
| E  | kie где      | tie там      | ie где-то      | nenie нигде        | ĉie везде              |
| EN | kien куда    | tien туда    | ien куда-то    | nenien никуда      | ĉien куда угодно       |
| AM | kiam когда   | tiam тогда   | iam когда-то   | neniam никогда     | ĉiam всегда            |
| OM | kiom сколько | tiom столько | iom сколько-то | neniom нисколько   | ĉiom целиком           |
| EL | kiel как     | tiel так     | iel как-то     | neniel никак       | ĉiel всячески          |
| AL | kial почему  | tial потому  | ial почему-то  | nenial беспричинно | ĉial по всякой причине |
| ES | kies чей     | ties того    | ies чей-то     | nenies ничей       | ĉies всех              |

Note-se que nesta tabela não aparecem todas as traduções dos correlativos em Russo.  
Repare-se que por vezes a letra inicial aparece depois de um prefixo, como por ex. o "K" inicial em сколько e o "T" inicial em потому.